# Жары, Штефан
Штефан Жары (Жарый) (словац. Štefan Žáry; 12 декабря 1918[…], Поники, Банска-Бистрица — 25 августа 2007, Братислава) — словацкий и чехословацкий поэт, прозаик, эссеист, переводчик, заслуженный артист ЧССР (1968). Лауреат Государственной премии ЧССР им. Клемента Готвальда (1961).

## Биография
Обучался на философском факультете университета им. Коменского в Братиславе. В 1942 призван в армию, воевал на итальянском фронте. После войны в 1948—1950 годах жил в Риме, работал редактором в издании «Národní obrodě».
С 1950 — член Союза словацких писателей. Деятельность Ш. Шары, в основном, связана с издательством «Словацкий писатель», где он работал в течение 20 лет, долгое время в качестве редактора и директора. С 1970 посвятил творческой деятельности.
От поэтических экспериментов в духе сюрреализма (сборники «Мозаика сердца» — «Srdcia na mozaike», 1938; «Заклейменный век» — «Stigmatizovaný vek», 1944, и др.) Ш. Жары под влиянием исторических перемен, происшедших в ЧССР, пришёл к социалистической поэзии. В его произведениях находят отражение проблемы новой морали, возрождение человеческой личности при социализме (сборники «Дорога» — «Cesta», 1952; «Какой аромат» — «Akáto vôňa», 1954; «Посещение» — «N̆ávšteva», 1955), борьба с пережитками прошлого, с трудностями роста («После меня другие» — «Po mne iní», 1957). Ему присущи углубленные, иногда шутливо-иронические размышления над смыслом и назначением поэзии, философские раздумья над судьбами человечества в космическом веке («Икар вечно живой» — «Ikar věcne živý», 1960, «Чудесный корабль» — «Zázračný triezvy koráb», 1960).
Поэт разрабатывал эпические жанры — баллады, стихотворные повести (сборники «Предания и легенды» — «Povesti a báje», 1957; «Романс об Эсмеральде и другие стихотворения» — «Romanca o Esmeralde a iné básne», 1962), широко пользовался свободным стихом, яркими, неожиданными метафорами, сложным поэтическим синтаксисом.
Занимался переводами произведений французских, итальянских и испанских поэтов и писателей.
Был женат на Гане Поницкой (1922—2007), писательнице, публицистке, переводчице, общественной деятельнице, диссидентке.

## Избранные произведения
- сборники стихов
  - Srdcia na mozaike (1938),
  - Meč a vavrin (1948),
  - Smaragdové rúno (1977),
  - Satironikon (1990;
- обработка словацких народных песен
- Malá letná suita v štyroch vetách (1995),
- Мемуары в прозе
  - Uśmiechnięta dolina (1976),
- рассказы
  - Ktorýsi deň z konca leta (1998).

## Премии и звания
- 1961 — Государственная премии ЧССР им. Клемента Готвальда,
- 1968 — Заслуженный артист ЧССР,
- 1998 — Doctor honoris causa World Academy of Arts and Culture,
- 1999 — Премия города Банска-Быстрица